# Tobias Joch
Tobias Joch (* 1991 in Nordhausen) ist ein deutscher Schauspieler und Musicaldarsteller.

## Leben
Joch wuchs in Nordhausen auf und sammelte erste Bühnenerfahrungen am Theater Nordhausen, an dem er zwischen 2006 und 2010 in verschiedenen Stücken mitwirkte, darunter Ein Sommernachtstraum, Die Dreigroschenoper und eine Bühnenfassung von The Breakfast Club (Nachsitzen).
Nach abgeschlossenem Abitur absolvierte er von 2011 bis 2014 seine Ausbildung in Schauspiel, Gesang und Tanz als Vollstipendiat an der Joop van den Ende Academy in Hamburg. Während seines Studiums war er u. a. als George in Christopher Durangs Der Alptraum des Schauspielers und als Rocky in The Rocky Horror Show zu sehen.
Er spielte Raoul Vicomte de Chagny in Andrew Lloyd Webbers Das Phantom der Oper, Johann Friedel sowie Benedikt Schack in Stephen Schwartz’ Schikaneder unter der Regie von Trevor Nunn, Link Larkin in Hairspray, Bert im Musical Mary Poppins im Theater an der Elbe in Hamburg. Er tourte in der Titelrolle in Ein Amerikaner in Paris durch den deutschsprachigen Raum. Am Pfalztheater Kaiserslautern war er als Mann 2 in Songs For A New World von Jason Robert Brown zu sehen.
Im März 2022 war er im zweiten Film der ARD-Reihe Klara Sonntag: Klara Sonntag – Liebe macht blind in der Episodenhauptrolle Nico neben Mariele Millowitsch zu sehen.
2023 führte in die Europatour von Disney 100: The Concert auf international renommierte Bühnen wie die der O2 Arena London oder der Arena di Verona.
2024 drehte er für die ZDF Erfolgsserie SOKO Wismar. Aktuell steht als Jamie in Die letzten 5 Jahre im Theater im Palais und als Joachim Franck in Ku'damm 59 im Theater des Westens in Berlin auf der Bühne.
Tobias Joch lebt in Berlin.

## Filmographie (Auswahl)
- 2022: Klara Sonntag – Liebe macht blind (Fernsehreihe)
- 2024: SOKO Wismar (Fernsehserie)[12]

## Theater (Auswahl)
- 2010: Nachsitzen (Brandon), Theater Nordhausen
- 2015–2016: Das Phantom der Oper (Raoul), Metronom Theater Oberhausen
- 2016–2017: Schikaneder (Johann Friedel), Raimundtheater Wien – Regie: Sir Trevor Nunn
- 2018–2019: Mary Poppins (Bert), Theater an der Elbe Hamburg
- 2019–2020: Ein Amerikaner in Paris (Jerry Mulligan), Tour
- 2021: The Addams Family (Lucas Beineke), Theater Nordhausen
- 2022: Songs For A New World (Mann 2), Pfalztheater Kaiserslautern
- 2023: Die letzten 5 Jahre (Jamie), Theater im Palais
- 2024: Ku'damm 59 (Joachim Franck), Theater des Westens